# Köttmannsdorf

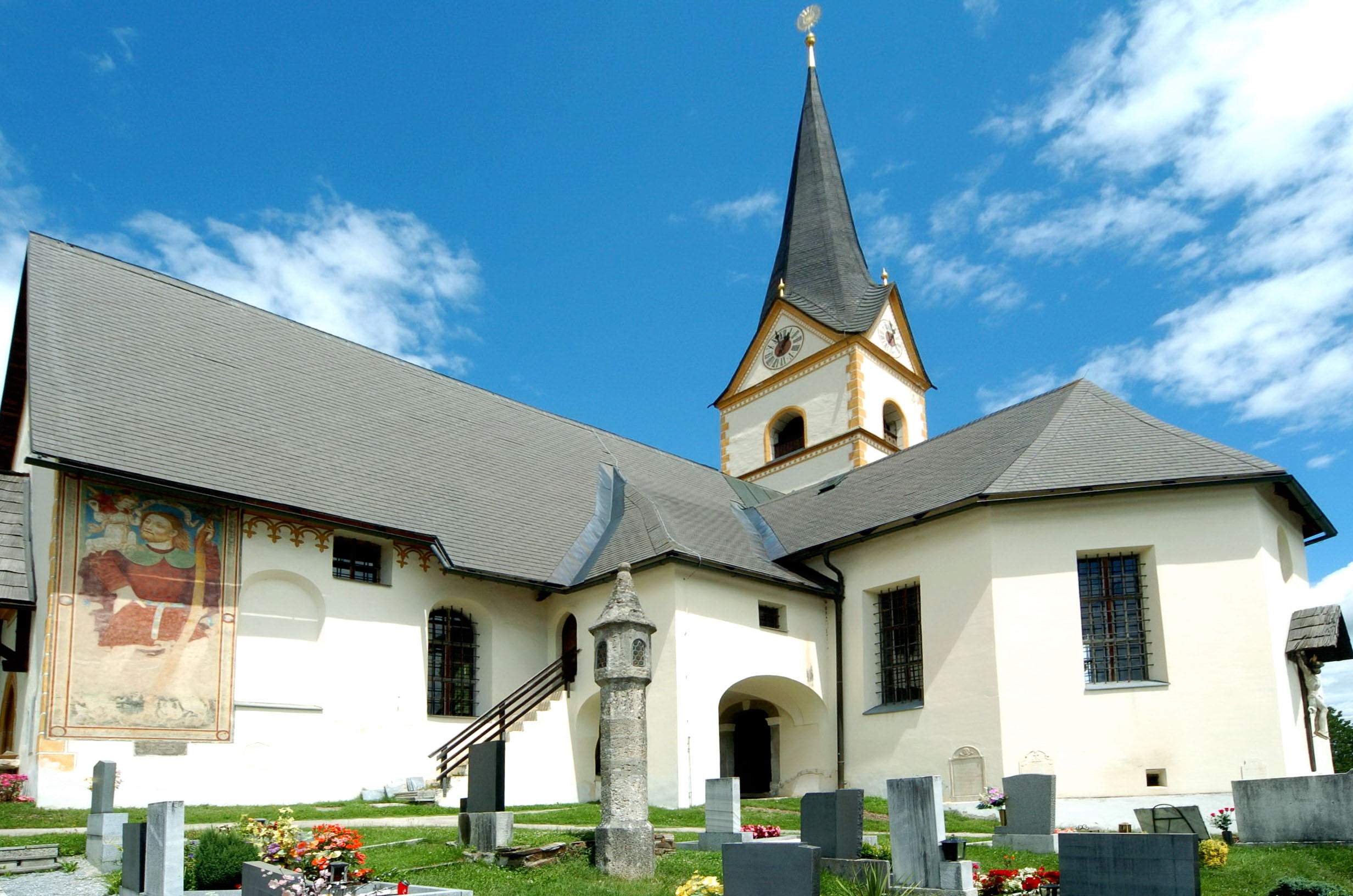
Nhà thờ Saint George, Köttmannsdorf

Köttmannsdorf (tiếng Slovene: Kotmara vas) là một đô thị thuộc huyện Klagenfurt-Land trong bang Kärnten trong nước Áo. Đô thị Köttmannsdorf có diện tích 28,16 km², dân số thời điểm năm 2005 là 2868 người.
Bản mẫu:Đô thị của Klagenfurt-Land